# ليلي مونيك
ليلي مونيك دي كارفالهو مارينيو (بالبرتغالية: Lily Marinho‏) (10 مايو، 1921 – 5 يناير، 2011) كانت راعية فنون تلفزيونية برازيلية، مُحِبَّة للخير وعضوة بارزة في المجتمع. كانت مارينيو أرملة قطب الإعلام ومؤسس ريدي جلوبو روبيرتو مارينيو، وعملت كسفيرة للنوايا الحسنة لليونسكو للسلام بداية من عام 1999.
ولدت مارينيو باسم ليلي مونيك ليمب في كولون، ألمانيا، في 10 مايو، 1921. وكانت الابنة الوحيدة للجندي البريطاني جون ليمب وزوجته الفرنسية جين بيرجون. ولدت مارينيو في ألمانيا لأن والدها وُضِعَ فيها خلال فترة ما قبل الحرب العالمية الأولى. ومع ذلك، تربت في باريس. وقد تزوجت مارينيو خلال حياتها بأثنين من أغنى الرجال في البرازيل وهما هوراسيو دي كارفالهو وروبيرتو مارينيو، واللذان كانا يملكان صحفًا. توفي زوجها الثاني قطب الإعلام وروبيرتو مارينيو في عام 2003.
قاد ومولت مارينيو كراعية للفنون المعارض الفنية رفيعة المستوى في البرازيل، ومن ضمنها أعمالٌ لكلود مونيه، أوغست رودين، كاميل كلوديل وبابلو بيكاسو.
توفيت ليلي مارينيو بسبب فشل في الجهاز التنفسي في 5 يناير من عام 2011 في ريو دي جانيرو بعمر 89 عامًا. وكانت قد نُقلت إلى مستشفى كلينيكا ساو فيسينتي في حي غافيا في المنطقة الجنوبية من المدينة منذ 12 ديسيمبر، 2010. ودُفنت في سيميتيريو ساو جواو باتيستا في حي بوتافوجو في ريو دي جانيرو.